# Jesse Plemons
Jesse Plemons (Dallas, Texas; 2 de abril de 1988) es un actor estadounidense. Comenzó su carrera como actor infantil y su carrera tomó impulso con su participación en la serie dramática Friday Night Lights (2006-2011). Posteriormente interpretó a Todd Alquist en la quinta temporada de la serie criminal Breaking Bad (2012-2013); repitió su papel en el telefilme El Camino: A Breaking Bad Movie (2019). Más tarde recibió su primera candidatura a los Premios Primetime Emmy y ganó el Premio de la Crítica Televisiva por su interpretación de Ed Blumquist en la segunda temporada de la serie de televisión antológica Fargo (2015). Recibió su segunda nominación al Primetime Emmy por hacer de Robert Daly en «USS Callister», un episodio perteneciente a la serie Black Mirror (2017).
Entre sus papeles en el cine se incluyen Val Dodd en The Master (2012), Kevin Weeks en Black Mass (2015), Joe Murphy en Bridge of Spies (2015), Gary Kingsbury en Noche de juegos (2018), Kurt en Vice (2018), Chuckie O'Brien en El irlandés (2019) y Jake en I'm Thinking of Ending Things (2020). Recibió una candidatura al Premio Independent Spirit como mejor actor por su papel como David Mulcahey en Other People (2016), y una candidatura al premio Óscar como mejor actor de reparto por su papel en El poder del perro (2021).

## Primeros años
Plemons nació en Dallas, Texas, hijo de Lisa Beth (Cason, de soltera) y Jim Bob Plemons. Se crío en Mart, una pequeña ciudad a las afueras de Waco. Tiene una hermana mayor llamada Jill.
En 2007, Plemons se graduó en el Texas Tech University Independent School District, un programa de educación a distancia, que le permitió obtener su diploma de educación secundaria. Asistió a los colegios del área de Mart, Texas, donde jugaba al fútbol americano en primaria y secundaria. Asistió a la Mart High School hasta que recibió más trabajos de actuación y tuvo que cambiarse al programa a distancia.

## Carrera

### 1991–2006: Inicios y primeros papeles
Plemons comenzó en publicidad, exactamente de Coca-Cola, cuando tenía tres años y medio de edad. Cuando tenía ocho años, comenzó a hacer otros trabajos y, con el apoyo de su familia, asistió a castings en Los Ángeles consiguiendo pequeños papeles.
Después de aparecer en las películas Varsity Blues (1999) y All the Pretty Horses (2000), y como invitado en Walker, Ranger de Texas y Sabrina the Teenage Witch, el primer papel destacado de Plemons fue en la película Children on their Birthdays (2002). Más tarde apareció en Like Mike (2002) y Las aventuras de Zachary Beaver (2003), con papeles como invitado en las series de televisión Judging Amy, The Lyon's Den, CSI: Crime Scene Investigation y Grey's Anatomy entre 2003 y 2006.

### 2006–2011: Éxito enFriday Night Lights
En 2006, cuando tenía dieciocho años, Plemons se unió al elenco de la serie de televisión Friday Night Lights de NBC, filmada en Austin, Texas, que detalla los eventos que rodean a un equipo de fútbol de una escuela secundaria en Dillon, Texas. En la primera temporada del programa, su personaje, Landry Clarke, sirvió como complemento cómico y mejor amigo del mariscal de campo Matt Saracen, aunque el propio Landry no estaba en el equipo. Entre el elenco y el equipo de producción, la broma era que Plemons jugaba al fútbol mejor que la mayoría de los otros actores, a pesar de que su personaje era uno de los pocos que no jugaba.
Landry se unió al equipo de fútbol americano Panthers en la segunda temporada, y Plemons, después de haber jugado fútbol americano en la escuela secundaria, le dijo al director Jeffrey Reiner que haría sus propias escenas de riesgo. En su primera escena de fútbol, Landry tuvo que «recibir una paliza una y otra y otra vez». Cuando lo golpeó su coprotagonista Taylor Kitsch (interpretando a Tim Riggins), la barbilla de Plemons se abrió, requiriendo once puntos de sutura. La serie, un éxito entre el público y la crítica, finalizó tras cinco temporadas después de cambiarse a DirecTV en 2011.
En 2012, Plemons se reunió con Kitsch y el creador de Friday Night Lights, Peter Berg, en la película Battleship. Berg, quien dirigió la película, explicó que sabía lo cómodo que estaba Kitsch con Plemons: «Sé que es realmente bueno para Taylor y hace que Taylor sea mejor. Así que escribí todo ese papel para Jesse. Nunca lo pensé como una reunión de Friday Night Lights. Pensé en ello como una protección, trayendo a un familiar de confianza».

### 2012–2020: Salto a la fama,Breaking BadyFargo

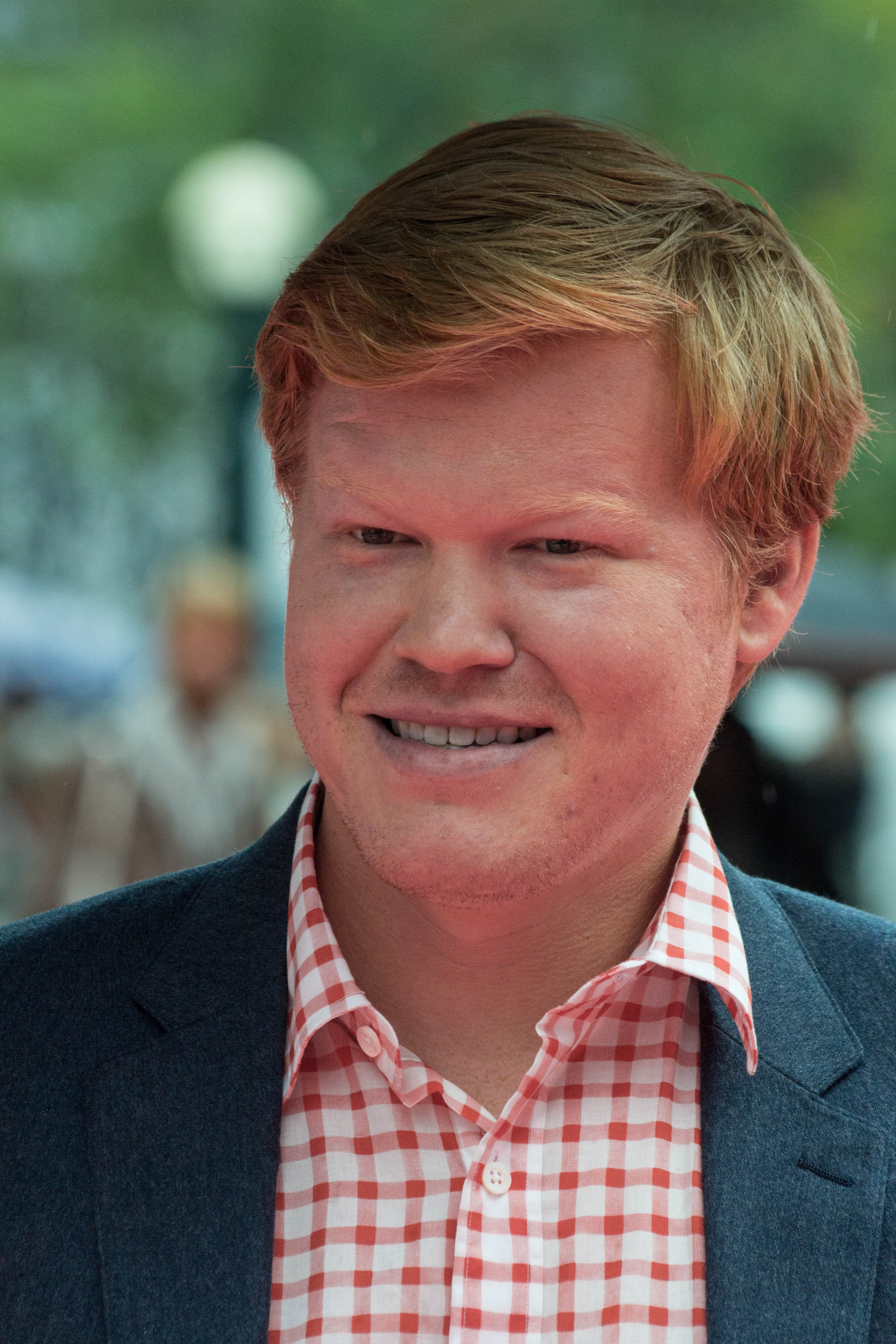
Jesse Plemons en 2016

Desde 2012 a 2013, Plemons interpretó al villano psicópata Todd Alquist durante la última temporada de la serie dramática de AMC Breaking Bad. Fue miembro del elenco recurrente en la temporada 5A y pasó a ser regular en la temporada 5B. En 2012, Plemons también tuvo un papel secundario en el drama de Paul Thomas Anderson The Master. Plemons interpretó al mafioso Kevin Weeks en la película Black Mass, protagonizada por Johnny Depp, que se estrenó en los cines en septiembre de 2015. También ese año, apareció en el filme de Stephen Frears sobre Lance Armstrong, The Program, y en Bridge of Spies dirigida por Steven Spielberg.
A finales de 2015, coprotagonizó la segunda temporada de la serie de televisión Fargo, ambientada en el mismo universo ficticio que la película del mismo nombre. En Fargo interpretó a Ed Blumquist, un carnicero y esposo de Peggy Blumquist (Kirsten Dunst). Por su actuación, fue candidato al premio Primetime Emmy al mejor actor de reparto en una miniserie o película. En 2016, Plemons protagonizó la película Other People. En 2017, apareció en la película de suspenso de Doug Liman American Made, el western crepuscular Hostiles de Scott Cooper y el drama histórico de Spielberg The Post.
En diciembre de 2017, apareció en «USS Callister», un episodio de la cuarta temporada de la serie de antología Black Mirror. Plemons interpretó a Robert Daly, el personaje principal del episodio y un sádico introvertido, por el cual recibió elogios y fue nominado al Primetime Emmy como actor principal en una miniserie o película. En 2018, tuvo papeles secundarios en la comedia Noche de juegos y narró la película biográfica de Dick Cheney, Vice, de Adam McKay. En 2019 tuvo un papel secundario en el drama criminal de Martin Scorsese El irlandés, que se estrenó en el Festival de Cine de Nueva York, y también repitió su papel de Todd Alquist en El Camino: A Breaking Bad Movie. En 2020, recibió elogios por parte de la crítica y una nominación al premio Gotham como mejor actor por su actuación en el drama psicológico I'm Thinking of Ending Things de Charlie Kaufman.

### 2021–act.: Reconocimiento de la crítica y expansión
En 2021, Plemons coprotagonizó las películas de Judas y el Mesías Negro, una película sobre el activista por los derechos civiles Fred Hampton y la película de aventuras de Disney, Jungle Cruise. Ese mismo año, Plemons protagonizó la película de terror sobrenatural Antlers, colaborando de nuevo con el director Scott Cooper y protagonizó junto a su pareja en la vida real, Kirsten Dunst, el drama western de Jane Campion, The Power of the Dog, por el que recibió elogios y numerosos reconocimientos, incluyendo una nominación al Premio Óscar al mejor actor de reparto. Un año después, Plemons protagonizó el thriller Windfall de Charlie McDowell, que también marcó su primer crédito como productor.
En 2023, Plemons protagonizó junto a Elizabeth Olsen la serie de crímenes reales de HBO Max, Love & Death y se reunió con Martin Scorsese para un papel secundario en su thriller western Killers of the Flower Moon. La película se estrenó en el Festival de Cine de Cannes de 2023. Además, protagonizó junto a Emma Stone, Willem Dafoe y Margaret Qualley la película de Yorgos Lanthimos, Kinds of Kindness que se estrenó en el Festival de Cine de Cannes de 2024, donde Plemons ganó el premio a mejor actor. En 2025, protagonizará su segunda colaboración con Lanthimos, en la película dramática Bugonia, junto a Stone.
Fue elegido para interpretar a Plutarch Heavensbee en la próxima película de 2026, precuela de Los juegos del hambre, Los juegos del hambre: amanecer en la cosecha.

## Vida privada
Comenzó a salir con la actriz Kirsten Dunst en 2016. Se comprometieron un año más tarde. Su primer hijo, Ennis Howard Plemons, nació el 3 de mayo de 2018. En mayo de 2021 nació su segundo hijo, James Robert Plemons. En julio de 2022 hicieron público que se habían casado.

## Filmografía
| Año  | Título                                        | Rol                         | Ref.  |
| ---- | --------------------------------------------- | --------------------------- | ----- |
| 1998 | Finding North                                 | Vagabundo                   |       |
| 1999 | Varsity Blues                                 | Tommy Harbor                |       |
| 2000 | All the Pretty Horses                         | Grady                       |       |
| 2002 | Children on Their Birthdays                   | Predicador Star             |       |
| 2002 | Like Mike                                     | Ox                          |       |
| 2003 | Las aventuras de Zachary Beaver               | Jay                         |       |
| 2003 | The Failures                                  | Boe                         |       |
| 2008 | The Flyboys                                   | Matón #1                    |       |
| 2009 | Observe and Report                            | Charles                     |       |
| 2009 | Shrink                                        | Jesus                       |       |
| 2010 | Happiness Runs                                | Chad                        |       |
| 2010 | Meeting Spencer                               | Spencer West                |       |
| 2011 | Paul                                          | Jake                        |       |
| 2012 | The Master                                    | Val Dodd                    |       |
| 2012 | Battleship                                    | Jimmy «Ordy» Ord            |       |
| 2014 | The Homesman                                  | Garn Sours                  |       |
| 2014 | Olive Kitteridge                              | Jerry McCarthy              |       |
| 2015 | Black Mass                                    | Kevin Weeks                 |       |
| 2015 | The Program                                   | Floyd Landis                |       |
| 2015 | Bridge of Spies                               | Joe Murphy                  |       |
| 2016 | Other People                                  | David Mulcahey              |       |
| 2017 | The Discovery                                 | Toby Harbor                 |       |
| 2017 | American Made                                 | Sheriff Downing             |       |
| 2017 | The Post                                      | Roger Clark                 |       |
| 2017 | Hostiles                                      | Teniente Rudy Kidder        |       |
| 2018 | Noche de juegos                               | Gary Kingsbury              |       |
| 2018 | Vice                                          | Kurt                        |       |
| 2019 | El irlandés                                   | Chuckie O’Brien             |       |
| 2019 | El Camino: A Breaking Bad Movie               | Todd Alquist                |       |
| 2020 | I'm Thinking of Ending Things                 | Jake                        |       |
| 2021 | Judas and the Black Messiah                   | Roy Mitchell                |       |
| 2021 | Jungle Cruise                                 | Prince Joachim              |       |
| 2021 | The Power of the Dog                          | George Burbank              |       |
| 2021 | Antlers: criatura oscura                      | Paul Medows                 |       |
| 2022 | Frutos del Viento                             | CEO                         |       |
| 2023 | Los asesinos de la luna                       | Tom White                   |       |
| 2024 | Civil War                                     | miliciano ultranacionalista | cameo |
| 2024 | Kinds of Kindness                             | Robert, Daniel y Andrew     |       |
| 2025 | Bugonia                                       | Teddy                       |       |
| 2026 | Los juegos del hambre: amanecer en la cosecha | Plutarch Heavensbee         |       |

## Televisión
| Año       | Título                         | Rol               | Notas                                   |
| --------- | ------------------------------ | ----------------- | --------------------------------------- |
| 2000      | Walker, Texas Ranger           | Russell, Jr.      | Episodio: «The General's Return»        |
| 2001      | The Guardian                   | Lawrence Neal     | Episodio: «Paternity»                   |
| 2001      | Sabrina, the Teenage Witch     | Bigger Kid        | Episodio: «Really Big Season Opener»    |
| 2003      | The Lyon's Den                 | Ray Ferris        | Episodio: «The Other Side of Caution»   |
| 2003      | Judging Amy                    | James Franklin    | Episodio: «Marry, Marry Quite Contrary» |
| 2004      | Huff                           | Dawson James      | Episodio: «Cold Day in Shanghai»        |
| 2004      | CSI: Crime Scene Investigation | Owen Durbin       | Episode: «Down the Drain»               |
| 2006      | Grey's Anatomy                 | Jake Burton       | Episodio: «Yesterday»                   |
| 2006      | NCIS                           | Jason Geckler     | Episode: «Deception»                    |
| 2006–2011 | Friday Night Lights            | Landry Clarke     | 59 episodios                            |
| 2008      | Fear Itself                    | Lemmon            | Episodio: «The Sacrifice»               |
| 2009      | Cold Case                      | Ryan Stewart      | 2 episodios                             |
| 2011      | Childrens Hospital             | Jesse             | Episodio: «Father's Day»                |
| 2012      | Bent                           | Gary              | 6 episodios                             |
| 2012–2013 | Breaking Bad                   | Todd Alquist      | 13 episodios                            |
| 2013      | The Missionary                 | Sherwood Elbridge |                                         |
| 2014      | Drunk History                  | Edgar Allan Poe   | 3 episodios                             |
| 2015      | Fargo                          | Ed Blomquist      | Segunda temporada                       |
| 2017      | Black Mirror                   | Robert Daly       | Episodio «USS Callister»                |
| 2022      | Love and death                 | Allan Gore        | 6 episodios                             |
| 2025      | Día Cero                       | Roger Carlson     | 6 episodios                             |

## Premios y nominaciones
Premios Óscar
| Año  | Categoría              | Nominado por         | Resultado | Ref.   |
| ---- | ---------------------- | -------------------- | --------- | ------ |
| 2022 | Mejor actor de reparto | The Power of the Dog | Nominado  | [ 32 ] |

Premios BAFTA
| Año  | Categoría              | Nominado por         | Resultado | Ref.   |
| ---- | ---------------------- | -------------------- | --------- | ------ |
| 2022 | Mejor actor de reparto | The Power of the Dog | Nominado  | [ 33 ] |

Premios Globos de Oro
| Año  | Categoría                       | Nominado por      | Resultado | Ref.   |
| ---- | ------------------------------- | ----------------- | --------- | ------ |
| 2025 | Mejor actor - Comedia o musical | Kinds of Kindness | Nominado  | [ 34 ] |

Premios Independent Spirit
| Año  | Categoría   | Nominado por | Resultado | Ref.   |
| ---- | ----------- | ------------ | --------- | ------ |
| 2017 | Mejor actor | Other People | Nominado  | [ 35 ] |

Festival de Cannes
| Año  | Categoría   | Nominado por      | Resultado | Ref.   |
| ---- | ----------- | ----------------- | --------- | ------ |
| 2024 | Mejor actor | Kinds of Kindness | Ganador   | [ 26 ] |